# О-де-Франс
О-де-Франс (фр. Hauts-de-France, буквально — Верхняя Франция), с 1 января по 30 сентября 2016 года Нор — Па-де-Кале́ — Пика́рдия (фр. Nord-Pas-de-Calais-Picardie) — регион Франции, созданный в соответствии с территориальной реформой французских регионов 2014 года в результате объединения регионов Нор — Па-де-Кале и Пикардия. Датой образования нового региона считается 1 января 2016 года. 28 сентября 2016 года Государственный совет Франции вынес решение о переименовании региона с 30 сентября.

## Название
При объединении регионов в тексте закона определено временное наименование региона, состоящее из двух бывших регионов, то есть из соединения названий исторической области Пикардия (фр.  Picardie), пролива Па-де-Кале (фр. Pas de Calais) и обозначения места региона на карте Франции (Нор — север; фр. Nord), разделённых (во французском написании) дефисами.
Постоянное название и местонахождение региональной столицы должны были быть определены Региональным советом до 1 июля 2016 и утверждено Государственным советом Франции до 1 октября 2016. 28 сентября 2016 года утверждено новое название О-де-Франс, а временная столица Лилль стала официальной.

## География
Регион, общей площадью 31 813 км² является восьмым по величине на территории метрополии Франции. Он расположен на северо-востоке страны и граничит с регионом Иль-де-Франс на юге, регионом Нормандия на юго-западе и регионом Гранд-Эст на юго-востоке. На северо-востоке регион граничит с Бельгией. С северо-востока регион омывается Северным морем и проливом Па-де-Кале.

## История
В Средние века Пикардия распадалась на графства Вермандуа, Валуа и Амьеннуа. Области вокруг Суассона и Лана жили самостоятельной политической жизнью. Впервые название «Пикардия» зафиксировано в документах XIII века. Так называли область распространения особого пикардского наречия. Обладание Пикардией у французской короны оспаривали англичане и герцоги Бургундские. Через Пикардию проходили пути почти всех завоевателей, которые стремились овладеть Парижем. В ходе Первой мировой войны многие старинные города Пикардии, включая Перонн и Сен-Кантен, были полностью разрушены.
Пикардия — родина готической архитектуры, здесь сохранилось шесть выдающихся средневековых соборов, самый большой из которых — в Амьене.
В 1790 году исторические провинции Франции были переделаны в департаменты. Во время Третьей республики в 1919 году Этьеном Клементелем (фр.) были учреждены «экономические регионы» и произведена первая попытка экономического планирования.
30 июня 1941 года правительство маршала Петена объединило департаменты под руководством регионального префекта. Они просуществовали до 1946 года и были созданы вновь в 1960 году. Такая структура оставалась неизменной до 2015 года.

## Административное деление
Регион покрывает площадь более чем 31 813 км² с численностью населения 5 987 883 человек. Плотность населения составляет (по состоянию на 2013 год) 188,22 чел./км². Административным центром является Лилль, в соответствии с решением, принятым Государственным советом в сентябре 2016 года.

### Департаменты
| Департамент | Департамент | Герб | Площадь  | Население | Плотность населения | Префектура |
| ----------- | ----------- | ---- | -------- | --------- | ------------------- | ---------- |
| 02          | Эна         |      | 7369 км² | 540 888   | 75,33 чел./км²      | Лан        |
| 59          | Нор         |      | 5743 км² | 2 587 128 | 455,85 чел./км²     | Лилль      |
| 60          | Уаза        |      | 5860 км² | 810 300   | 140,56 чел./км²     | Бове       |
| 62          | Па-де-Кале  |      | 6671 км² | 1 463 628 | 223,24 чел./км²     | Аррас      |
| 80          | Сомма       |      | 6170 км² | 571 154   | 94,55 чел./км²      | Амьен      |

### Крупнейшие города
Крупнейшими городами региона (с населением более 30 тысяч жителей) являются:
| №  | Город          | Департамент | Население (2013) |
| -- | -------------- | ----------- | ---------------- |
| 1  | Лилль          | Нор         | 231 491          |
| 2  | Амьен          | Сомма       | 132 699          |
| 3  | Рубе           | Нор         | 95 866           |
| 4  | Туркуэн        | Нор         | 92 974           |
| 5  | Дюнкерк        | Нор         | 89 882           |
| 6  | Кале           | Па-де-Кале  | 72 520           |
| 7  | Вильнёв-д’Аск  | Нор         | 62 616           |
| 8  | Сен-Кантен     | Эна         | 55 698           |
| 9  | Бове           | Уаза        | 55 252           |
| 10 | Валансьен      | Нор         | 42 851           |
| 11 | Булонь-сюр-Мер | Па-де-Кале  | 42 537           |
| 12 | Ватрело        | Нор         | 41 552           |
| 13 | Дуэ            | Нор         | 41 189           |
| 14 | Аррас          | Па-де-Кале  | 40 830           |
| 15 | Компьень       | Уаза        | 40 430           |
| 16 | Марк-ан-Барёль | Нор         | 39 392           |
| 17 | Крей           | Уаза        | 34 262           |
| 18 | Камбре         | Нор         | 32 852           |
| 19 | Ланс           | Па-де-Кале  | 31 647           |
| 20 | Льевен         | Па-де-Кале  | 31 517           |
| 21 | Мобёж          | Нор         | 30 567           |